# في فولودارسكي

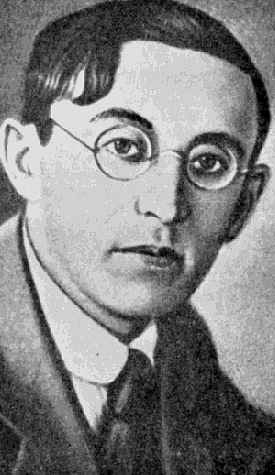
في فولودارسكي

في فولودارسكي (بالروسية: В. Володарский) هو ثوري شيوعي (1891 - 20 يونيو 1918) وهو أحد أوائل السياسيين السوفييتيين. تم اغتياله عام 1918.